# 松井正夫
松井 正夫（まつい まさお、1898年〈明治31年〉10月10日 - 1956年〈昭和31年〉11月17日）は、日本の化学者、文部官僚。元文部省学校教育局大学教育課長、新潟高等学校の最後の校長、新潟大学理学部初代学部長。専門は有機化学。位階は正三位。

## 略歴
新潟県新潟市（現 新潟市中央区）の判事・松井郡治の長男として出生。
1916年（大正5年）3月に新潟中学校を卒業、1919年（大正8年）7月に第二高等学校を卒業、1922年（大正11年）3月に東京帝国大学理学部化学科を卒業。
1922年（大正11年）6月に山口高等学校教授に就任、11月から1924年（大正13年）3月まで陸軍に入隊のため山口高等学校を休職、1931年（昭和6年）12月から1933年（昭和8年）9月まで化学の研究のためドイツやアメリカに留学。
1943年（昭和18年）12月に文部省教学官に就任、専門教育局に勤務、1946年（昭和21年）5月に学校教育局専門教育課長に就任、9月に大学教育課長に就任。
1947年（昭和22年）9月に第9代新潟高等学校校長に就任、1949年（昭和24年）5月に新潟大学が発足すると理学部の初代学部長に就任、1950年（昭和25年）4月に新潟大学一般教養部初代部長に就任。
1956年（昭和31年）11月17日午前に新潟大学理学部の研究室で赤外線分光光度計を据え付けている最中に脳溢血で倒れて午前11時20分に死去、58歳没。

## 業績
文部省学校教育局大学教育課長の松井正夫の従来の官僚の慣習にとらわれない果断な処置によって大学基準協会の設立と大学基準の制定という事業が成立した。
第5代新潟医科大学学長の橋本喬（のちに新潟大学初代学長）とともに新潟大学の設立の中心となって活動した。
新潟大学の理学部の開設準備委員長となって諸般の準備を整え、教官を選考し、理学部の開設後は学部長として施設・設備の充実に尽力した。

## 栄典
- 1956年（昭和31年）11月17日 - 正三位[19]・勲三等瑞宝章[20]

## 親族
- 松井郡治 - 父。
- 松井達夫 - 長弟。
- 松井道夫 - 次弟。
- 松井久夫 - 三弟[1][21][22]、醸造技術者、醸造試験所技手。1937年（昭和12年）に醸造試験所に入所[23]。病気のため1943年（昭和18年）から新潟県西蒲原郡坂井輪村（現 新潟市西区）の新潟脳病院（現 新潟信愛病院）の寮で療養[24]。

## 著書
- 『高等敎科 無機化學』菊池末太郎・佐藤久次・澄谷泉・橋本吉郎・村井淳吉[共著]、養賢堂、1937年。
- 『高等敎科 有機化學』菊池末太郎・佐藤久次・澄谷泉・橋本吉郎・村井淳吉[共著]、養賢堂、1937年。
- 『高等敎科 化學總論』菊池末太郎・佐藤久次・澄谷泉・橋本吉郎・村井淳吉[共著]、養賢堂、1937年。